# سید ظهور شاه هاشمی
سید ظهورشاه هاشمی (زاده ۲۱ آوریل ١٩٢٦ گوادر – درگذشته ۴ مارس ۱۹۷۸ کراچی) یک ادیب، لغت‌شناس، زبان‌شناس، فیلسوف، نویسنده، فیلمنامه نویس و شاعر بلوچ بود. او مؤلف «لغت‌نامه سَیَد گنج» یکی از بزرگترین لغت نامه‌های زبان بلوچی و رمان «نازک» اولین رمان به زبان بلوچی نیز بوده‌است که غوث بخش صابر آن را به اردو و عبدالواحد برهانی به فارسی ترجمه کرده‌است. 

## زندگی‌نامه
سید ظهور شاه هاشمی در ۲۱ آوریل ۱۹۲۶ میلادی در شهر گوادر  از بنادر  بلوچستان واقع در جنوب خاک پاکستان امروزی به دنیا آمد. تحصیلات ابتدائی را نزد پدرش سید محمدشاه هاشمی و دوره متوسطه را در دبیرستان گوادر گذراند.
او از بزرگترین شاعران و نویسندگان و محققان بلوچ بود که علاوه بر زبان بلوچی به زبان‌های فارسی، اردو، انگلیسی و عربی مسلط بود.
در سال ۱۹۴۹ همزمان با آغاز به کار بخش بلوچی رادیو کراچی به سمت سرپرستی آن برگزیده شد و تا سال ۱۹۵۴ این سمت را به عهده داشت.سید هاشمی پس از سال‌ها دست و پنجه نرم کردن با بیماری سل سرانجام در چهارم مارس ۱۹۷۸ در گذشت.

## سید هاشمی و زبان بلوچی
رسم‌الخط بلوچی پیش از سید هاشمی همان رسم‌الخط فارسی با اندکی تفاوت بود. امّا سید هاشمی که این رسم‌الخط را وافی به ملزومات نوشتاری زبان بلوچی نمی‌دید کتاب «بلوچی سیاهگی راست نبیسگ» (روش درست نوشتن بلوچی) را تألیف کرد. تألیف این کتاب تحولی عظیم در قواعد نحوی و املا و رسم‌الخط زبان بلوچی پدیدآورد و پس از این است که در متون بلوچی به مرور شاهد ظهور یک رسماً الخط جدید به نام «رسم‌الخط سید هاشمی» هستیم.

## شعر سید هاشمی
سید هاشمی در ۲۴ سالگی و در نوزدهم دسامبر ۱۹۵۰ نخستین غزل خود را با این مطلع:
| ناگمانی چِست بنت در کای اَنت اُپّارگ منی/ |  | من دپ ءَ دار آں نہ بیت دل لھڑ جنیں دارگ منی |— سید هاشمی، انگر ءُ تْرونگل
به تشویق شخصی به نام قاسم هوت سرود.
سید هاشمی از برجسته‌ترین شاعران در زبان بلوچی است او در واژه گزینی، اصالت لغات و کلام را به طرز وسواس آمیزی رعایت می‌کند و در اشعار خود از اکثر گویش‌های بلوچی به تناسب بهره می‌گیرد و هیچگاه خود را منحصر و پایبند به یک گویش نمی‌بیند.
نمونهٔ غزلی مشهور از سید هاشمی:
| دوشی هاوندءِ درءَ پریشتگاں زار جَتَگ/      |  | که ترسیں ترانگیءَ واهگءِ امبار جتگ     |
| یارُکءَ شال په بد زِردی یی جَوراں لَبّ اِت/   |  | شهریں پنجگورءُ کَیءَ تربتءِ بازار جتگ    |
| نیادی اَنت لَجّ اگاں، الّمءَ دلرنج نه بئِت/  |  | وتی باریگءَ شما گِس گِسءِ آوار جتگ       |
| پُلّیں پردا، پدءَ بی تانسریں زِندءِ بیگار/  |  | ما وَ امروزءَ گِهیں واهگءِ بیگار جتگ     |
| هارءُ هیروپ نه ملّ اَنت رگامی پَمّن/        |  | کَد گروکاں په گُلیں موسمءُ جوهار جتگ    |
| اِے بدیں هار اِے بد جاوریں هیروپ گوزاِیت/ |  | انگریں ترونگلاں سد بر چشیں ٹاپار جَتگ |
| بے اُمیتیں سیدءِ اوست زبهریں روچءَ/       |  | لُنجءُ کتریں شپءِ انسرتگیں آوار جتگ     |— سید هاشمی، ۱۷ آوریل ۱۹۶۹

## آثار
سید هاشمی در طول عمر نه چندان بلند خود که نزدیک به نیمی از آن در مبارزه نفسگیر با بیماری سل گذشت ۲۵ جلد کتاب به نظم و نثر نوشت؛ که یکی از این‌ها قاعده آموزش قرآن به زبان بلوچی بود. وی قاعده آموزش قرآن بنام عم جزء بلوچی – را به منظور آموزش کودکانی که هنوز سواد خواندن و نوشتن نداشتند به زبان بلوچی تألیف کرد.
اثر داستانی بلند او نیز «نازک» نام دار که به عنوان اولین رمان بلوچی نیز شناخته می‌شود. اخیراً یک سریال تلویزیونی بر پایه این رمان از شبکه PTV Bolan نیز ساخته شده‌است.
سید ظهور شاه هاشمی نخستین کسی بود که به زبان بلوچی فیلمنامه‌ای به رشتهٔ تحریر درآورد. او نویسنده سناریو فیلم سینمایی «همل ءُ مہ گنج»، نخستین فیلمی که به زبان بلوچی ساخته شد، بود.
اما بزرگترین و شاید ارزشمندترین اثری که از سید هاشمی به یادگار مانده‌است بی گمان سیدگنج یا همان لغت نامه او است. اثری که حاصل بیست و شش سال تلاش مداوم و مستمر او بوده‌است. بزرگترین آرزو و خواسته او در طول زندگی این بود که این لغت نامه چاپ شود تا جایی که گویند او این سخن را در زمان مرگ هم بیان می‌کند که: «نگرانی من این نیست که پس از مرگم فرزندانم یتیم شوند بلکه آنچه مرا آزار می‌دهد این است که کار من ناتمام مانده‌است.» اما این آرزوی او تا زمانی که در قید حیات بود هیچگاه به وقوع نپیوست چرا که چاپ و آماده شدن آن هفده سال به طول انجامید.
برخی از آثار به چاپ رسیده سید هاشمی:
- اَنگر ءُ ترونگل (شعر)
- تِرامپکنیں تِرمپ (شعر)
- شکّلیں شهجو (شعر)
- بلوچی بنگیجی (نثر)
- سید نمدی (نثر)
- بلوچی زبان ءُ ادب کی تاریخ (نثر)
- گسد گوار (شعر)
- جز عمّ بلوچی (نثر)
- بلوچی سیاهگی راست نبیسگ (نثر)
- سچکانیں سسا (شعر)
- برتکگیں بیر (شعر)
- سید گنج (فرهنگ لغات)
- اردو بلوچی بول چال (نثر)
- سستگیں دستونک (نثر)
- نازک (رمان)
- میر گند (نثر)
- چکّاس (نثر)
- بلوچی دربر (نثر)
- بے سرگال (نثر)
- شہ‌لچّه کار (نثر)
- گمی تالان کناں
- گاریں کلدار (نثر)
- زوت گِر ءُ دیر هِل (نثر)
- بلوچی دلپسندیں لچّہ‌کاری

## میراث
به پاس تلاش‌های سید هاشمی در حوزه زبان و ادبیات بلوچی اسامی مکان های فرهنگی بسیاری در سرتاسر بلوچستان و یا حتی خارج از محدوده بلوچستان به نام سید ظهور شاه هاشمی نامگذاری شده است.
از آن جمله می توان کتابخانه کتب مرجع سید ظهور شاه هاشمی در منطقه ملیر شهر کراچی و یا به آکادمی زبان و ادبیات بلوچی سید ظهور شاه هاشمی در گوادر اشاره کرد.
در ۱۴ دسامبر ۲۰۱۹ در شهر ساحلی گوادر واقع در ایالت بلوچستان ،زادگاه سید هاشمی، از تندیس یاد بود این محقق بلوچ در یکی از خیابان‌های اصلی این شهر رونمایی شد.
همچنین گفتنی است سازنده این اثر نیز هنرمند شناخته شده بلوچ ایرانی، حسن یادگارزاده می‌باشد.

## در نگاه دیگران
سیدهاشمی عمدتاً بخاطر تلاش‌هایش در راستای پالایش رسم‌الخط و قواعد نحوی زبان بلوچی از عربی و فارسی و اردو و طبع بلند شعری و ادبی اش مورد ستایش اندیشمندان قرار گرفته‌است.
عابد آسکانی نویسنده و شاعر معاصر بلوچ دربارهٔ سید ظهور شاه می‌گوید:
سید هاشمی یکی از آن انسان‌های بزرگی است که اگر خداوند زبان و ادب بلوچی نباشد به حق می‌توان او را ناخدای ادب بلوچی نام نهاد.— عابد آسکانی، بهارگاه